# Cheilanthoideae
Sous-famille
Les Cheilanthoideae  sont une sous-famille qui regroupe de nombreuses fougères.

## Taxonomie
La sous-famille Cheilanthoideae est décrite en 1927 par le botaniste croate Ivo Horvat.
Publication originale
- Horvat, I. 1927. Über Ursprung, Gliederung und systematische Stellung der Cheilanthineen. Acta Botanica Instituti Botanici Universitatis Zagrebiensis 2: 85–123

## Liste des genres
La sous-famille Cheilanthoideae comprend les genres suivants :
- Adiantopsis
- Aleuritopteris
- Argyrochosma
- Aspidotis
- Astrolepis
- Baja
- Bommeria
- Calciphilopteris
- Cheilanthes
- Cheiloplecton
- Doryopteris
- Gaga
- Hemionitis
- Lytoneuron
- Mickelopteris
- Mildella
- Mineirella
- Myriopteris
- Notholaena
- Oeosporangium
- Ormopteris
- Paragymnopteris
- Pellaea
- Pentagramma
- Trachypteris